# Kläppa
Kläppa är en tätort i Kungsbacka kommun i Hallands län.

## Historia
Kläppa bestod från början av tre gårdar. Kläppa villaområde påbörjades 1971 av Sven Gustavson. Han byggde reningsverk, vattenreservoar, vägar med vatten och avlopp. 1971-1983 var han verksam med att rita, sköta finansiering och myndighetskontakter, spränga, gjuta, mura, snickra och färdigställa husen; totalt 55 stycken.
Finansieringen av villaområdet skedde enbart med så kallad byggnadskreditiv och eget arbete. Checkkrediter eller dylikt förekom ej. Problemen med myndigheter och banker blev övermäktiga och resterande del i byggnadsplanen såldes 1990 till Ölmevalla Exploaterings AB.
Kungsbacka kommun planerar viss utbyggnad av Kläppa och det närbelägna Stockalid med villor och lägenheter. Ett gemensamt planprogram för de två områdena kommer att upprättas. . 

### Befolkningsutveckling
| Befolkningsutvecklingen i Kläppa 1990–2020                               | Befolkningsutvecklingen i Kläppa 1990–2020 | Befolkningsutvecklingen i Kläppa 1990–2020 | Befolkningsutvecklingen i Kläppa 1990–2020 | Befolkningsutvecklingen i Kläppa 1990–2020 |
| ------------------------------------------------------------------------ | ------------------------------------------ | ------------------------------------------ | ------------------------------------------ | ------------------------------------------ |
|                                                                          |                                            |                                            |                                            |                                            |
| År                                                                       |                                            |                                            | Folkmängd                                  | Areal (ha)                                 |
| 1990                                                                     | 1990                                       |                                            | 163                                        | 15#                                        |
| 1995                                                                     | 1995                                       |                                            | 225                                        | 22                                         |
| 2000                                                                     | 2000                                       |                                            | 244                                        | 22                                         |
| 2005                                                                     | 2005                                       |                                            | 298                                        | 26                                         |
| 2010                                                                     | 2010                                       |                                            | 318                                        | 26                                         |
| 2015                                                                     | 2015                                       |                                            | 625                                        | 151                                        |
| 2020                                                                     | 2020                                       |                                            | 735                                        | 148                                        |
| Anm.: Ny tätort 1995. Sammanvuxen 2015 med småorten Buared # Som småort. |                                            |                                            |                                            |                                            |